# 魯扎區

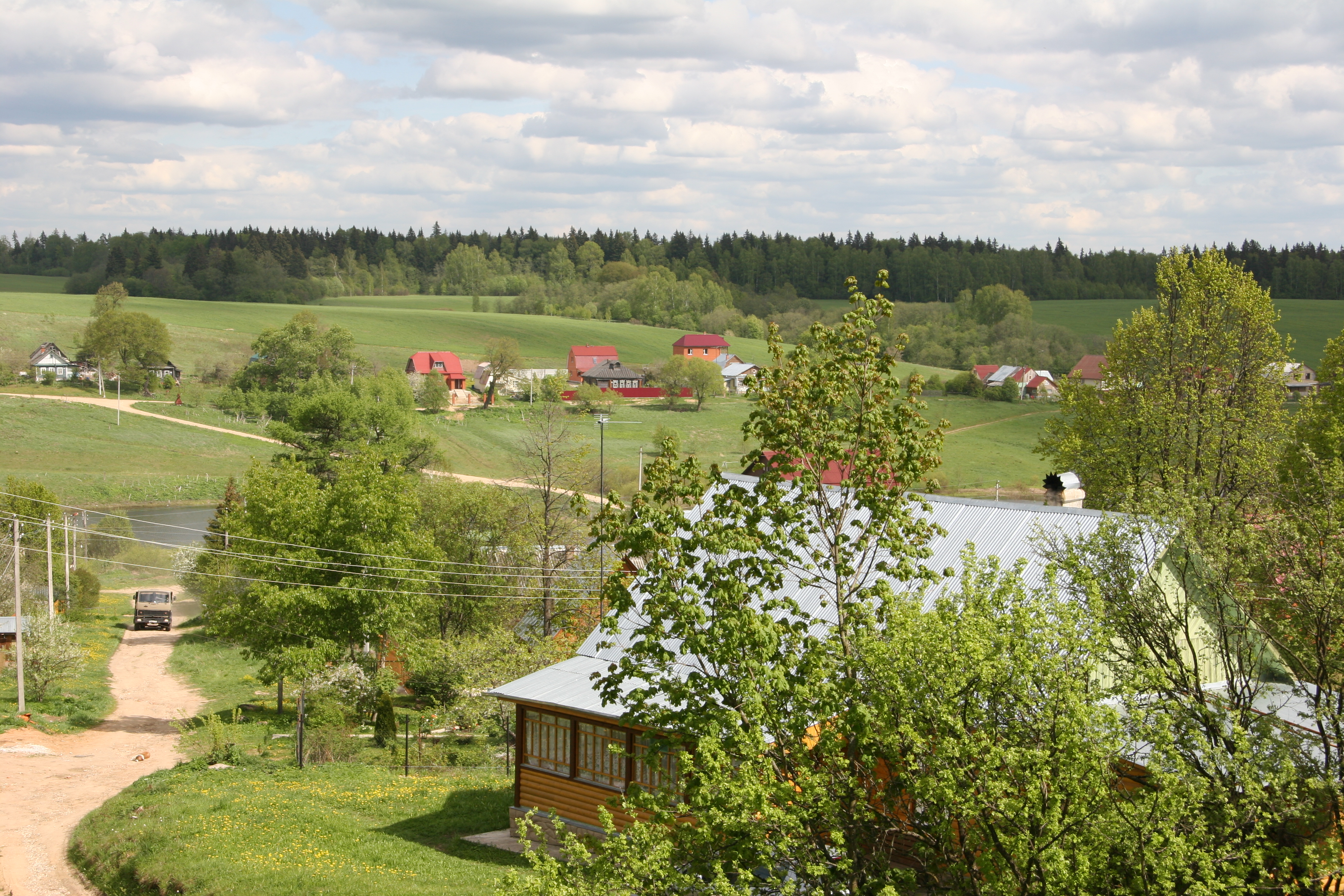

55°42′N 36°12′E / 55.700°N 36.200°E
魯扎區（俄语：Рузский район），是俄羅斯的一個區，位於該國西部，由莫斯科州負責管轄，面積1,567.56平方公里，2010年該地區人口61,673，人口密度每平方公里39.34人。